# Angus Freijo
Angustias Freijo Mouliaa, (Madrid, 1955) conocida como Angus Freijo, es una coleccionista y galerista española de arte moderno y contemporáneo que realiza una labor de recuperación de artistas así como de promoción de nuevos valores. Residente en México durante varios años, mantiene una estrecha relación profesional con varios artistas mexicanos y con artistas españoles en el exilio en ese país. Además de la programación en su galería que lleva realizando desde el año 2010, comisaría diversas exposiciones en centros de arte e instituciones.

## Trayectoria profesional
Angus Freijo se trasladó a Ciudad de México en el año 1976 y ejerció como periodista publicando en diarios como El Universal, El Heraldo y Ovaciones entre otros. En México estableció una estrecha relación con el exilio republicano español. En esta ciudad, conoció e investigó posteriormente sobre los pintores que habían escogido México como país de acogida. Muchos de estos artistas permanecieron en el olvido tanto en México como en España. En el año 2001 se publicaron algunos artículos reseñando esta labor de rescate de Freijo.
Después de años de trabajo curatorial, de asesoría y de formación de colecciones, en México y España, decidió abrir un espacio (Galería Freijo) en Madrid en el año 2010 con el objetivo de presentar pequeños comisariados de artistas, a veces ignorados por el mercado, pero que han sido creadores de lenguajes seminales para generaciones futuras. Una galería con voluntad de trabajar la memoria y el arte político y conceptual. Un espacio que al mismo tiempo que presenta un archivo, o un periodo de la historia, también expone generaciones más jóvenes. Un espacio en que conviven artistas latinoamericanos, principalmente mexicanos, con artistas españoles, tejiendo puentes intelectuales entre los dos continentes. Una galería que acerca al mercado del arte a artistas conocidos por los historiadores, pero que sus cualidades y circunstancias fueron outsiders.
La selección de artistas internacionales con diferentes propuestas artísticas y diferentes modos de representación, ha sido la línea de trabajo presentanda en su espacio de artistas con trabajos muy diversos, desde Instalaciones site-specific (obra creada específicamente para el lugar que en se expone) fotografía, vídeo, documentos y archivos, performances-acciones, pintura, escultura.
Ha comisariado diversas exposiciones: En México en el año 1994 desarrolló una extensa exposición de obra sobre papel de Joan Miró en el Museo del Arte Carrillo Gill MACG. Una exposición de la artista Tamara de Lempicka en el Museo Palacio de Bellas Artes, (MPBA) de México en el año 2009.  En el año 2010 fue la curadora que montó la exposición para conmemorar el centenario del arquitecto Félix Candela, producida por la SECC, Ministerio de Cultura de España. Dicha exposición itineró por diferentes instituciones como el IVAM de Valencia, el MEIAC de Badajoz, el MAM, de México, el Wallach art de Columbia University de New York. En el año 2016 crea una exposición del fotógrafo Leo Matiz sobre Frida Kahlo expuesta en la sala de exposiciones del magnífico edificio industrial La Térmica de Málaga.
Desde el punto de vista feminista, ha creado un diálogo entre dos históricas artistas conceptuales, las españolas Elena Asins y Esther Ferrer, ambas Premio Nacional de Arte de España, como la titulada "Gritos de Silencio". Esta exposición ha itinerado por diferentes espacios e instituciones como el Instituto Cervantes de Nueva York dentro del programa "Inside de Box."l La selección de este dúo está enlazada por una misma generación y su posición feminista y de denuncia.

### Relación de países y artistas con los que colabora

#### México
Por su conocimiento del país, trabaja con artistas mexicanos con el fin de tender puentes entre los dos países y con Europa, a través de exposiciones de trabajos de artistas extranjeros residentes o exiliados en ese país. Además de trabajar con creadores mexicanos ligados al arte de entreguerras y las vanguardias históricas europeas. Uno de los artistas es Fernando Llanos, el cual según el crítico internacional Cuauhtémoc Medina  «Llanos es uno de los nodos del arte y el video en México. Al mismo tiempo productor y catalizador».
Otro mexicano cuyos trabajos expone con asiduidad es el artista, editor, ensayista, profesor y activista, neólogo Felipe Ehrenberg, que falleció en 2017 en la ciudad de Cuernavaca, México.
La artista Teresa Serrano, mexicana de nacimiento aunque reside en Nueva York, es una de las principales artistas de la escena contemporánea, su trabajo se mueve en el terreno del arte conceptual contemporáneo.
Por el contrario, Vicente Rojo Almazán, hace el viaje inverso, nace en Barcelona (España) en 1932 pero vive y trabaja en México D.F.. Destaca en el panorama cultural mexicano de la segunda mitad del siglo XX con una larga y reconocida trayectoria como pintor, editor, diseñador y escenógrafo.

#### Argentina
Argentina es otro país que ha dado grandes artistas, muchos de ellos exiliados en Europa o Estados Unidos durante la dictadura militar. Antonio Asís es uno de ellos que emigró a París donde reside. Su obra se entronca en las tendencias abstractas y geométricas que fructificaron en lo que se llamó en Europa el cinetismo y en América el Op-art. Otro artista argentino residente en Barcelona es Marcelo Brodsky, un activista por los derechos humanos. El artista Matías Costa reside en España y Suiza, su obra se centra en la memoria, la identidad y el territorio, utilizando fotografía y escritura para la construcción y reconstrucción de relatos.

#### Otros países latinoamericanos
- Colombia es otro país que produce grandes aristas con proyección internacional, uno de los más relevantes es Leo Matiz, reconocido por la prensa internacional como uno de los 10 mejores fotógrafos del mundo.[8]

- De Cuba procede Antuan aunque vive y trabaja en Miami, Estados Unidos.[22]

- Costa Rica está representado con Lucía Madriz, esta vive y trabaja en Alemania. Su producción comprende la pintura, el dibujo, la instalación y el vídeo.[16]

Artistas europeos
Freijo presenta en España los trabajos del artista belga residente en España Alain Arias-Misson, cuyo trabajo se entronca en el movimiento de la poesía experimental de los años sesenta junto al artista catalán Joan Brossa.

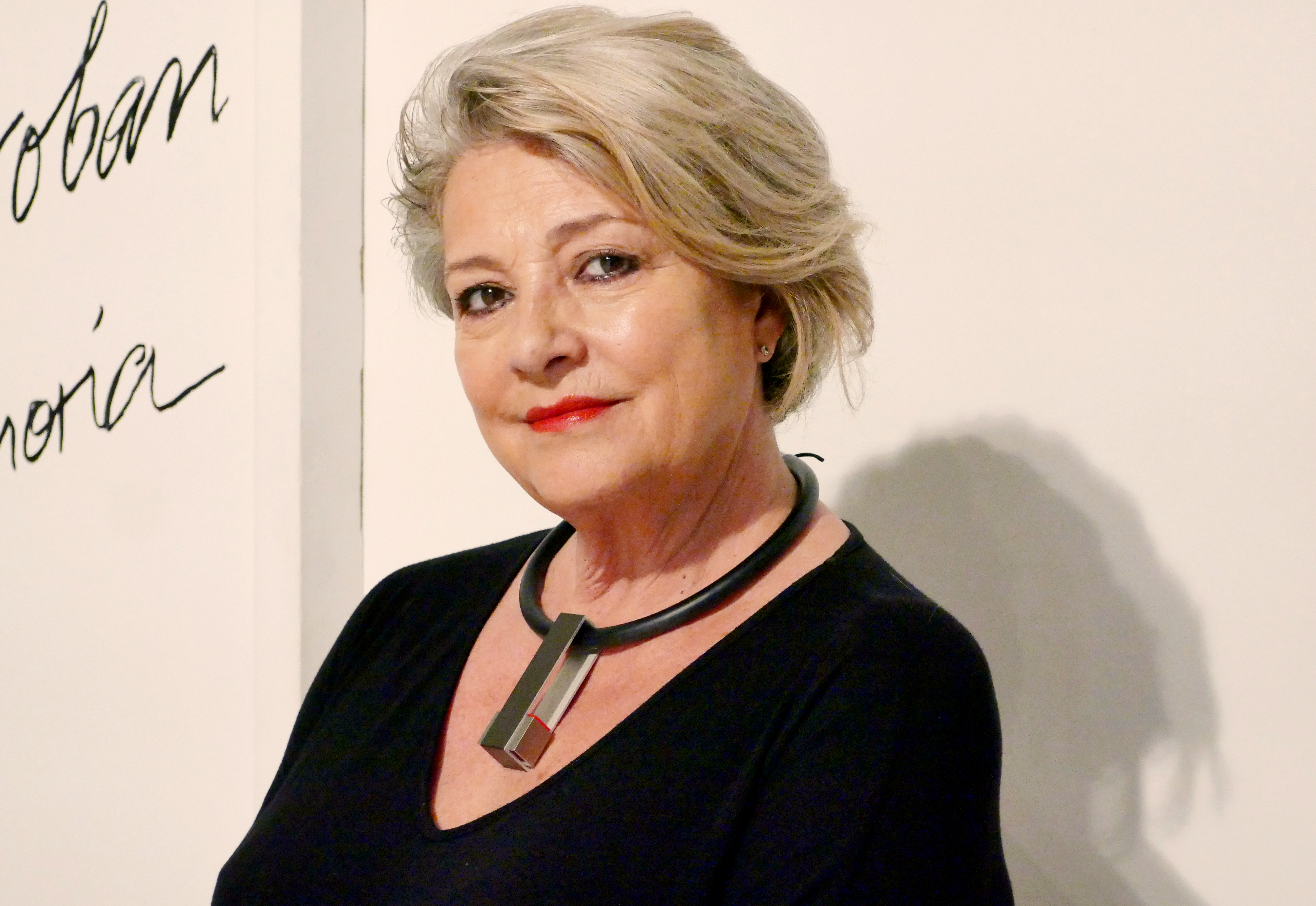
En la exposición de Concha Jereʐ en su galería de Madrid en el año 2021

Son varios los artistas españoles que completan su programa expositivo y de promoción, entre otros muchos cabe destacar a dos de los artistas más relevantes del siglo XX, Elena Asins fallecida en 2015 y Darío Villalba, fallecido el año 2018.
Freijo incluye en su programación al grupo performer los Torreznos, un colectivo cuya obra conceptual se basa en la interacción con los espectadores, desarrollando un trabajo muy personal. Según el crítico de arte Fernando Castro,  titulaba en un artículo reciente  "usan los tiempos verbales para retratar la celeridad de la sociedad de hoy"
En el año 2021, caba destacar entre otras,  la amplia y completa exposición individual realizada en Freijó Gallery de la artista española, Premio Nacional de Artes Plásticas y Premio Velázquez Concha Jerez.